# Helene Budliger Artieda
Helene Budliger Artieda, née en 1965 à Zurich, est une haute fonctionnaire et diplomate suisse.
Ambassadrice de Suisse en Afrique du Sud à partir de 2015, puis en Thaïlande à partir de 2019, elle est secrétaire d'État à l'économie depuis août 2022.

## Biographie

### Origines et famille
Helene Budliger Artieda naît Helene Budliger en 1965 à Zurich. Elle grandit à Dübendorf, dans le même canton.
Elle est mariée à Alex Artieda de la Sotta, ressortissant péruvien, et vit à Eich, dans le canton de Lucerne.

### Formation
Elle fait un apprentissage d'employée de commerce à l'École cantonale d'Hottingen (de) à Zurich.
Elle suit ultérieurement une formation interne de collaboratrice consulaire spécialisée au Département fédéral des affaires étrangères (DFAE), achevée en 1994.
Elle obtient encore plus tard, en 2000, une maîtrise en gestion d'entreprise (MBA) à l'Université Externado de Colombie (université privée) à Bogota.

### Parcours professionnel
À l'âge de 20 ans, alors qu'elle faisait un stage à l'Hôtel Rex à Genève et qu'elle s'était déjà inscrite à l'École hôtelière de Lucerne (de), elle lit une annonce du DFAE pour un poste de secrétaire dans les représentations suisses à l'étranger.
Engagée la même année, en 1985, elle gravit peu à peu les échelons du département. Après une formation de neuf mois à Berne, elle occupe un poste de deuxième secrétaire, puis de première secrétaire au sein de la représentation suisse à Lagos. Elle est ensuite envoyée à La Havane puis à San Francisco, toujours comme secrétaire.
De retour en Suisse, où elle suit sa formation de collaboratrice consulaire spécialisée, elle est transférée en 1994 à Lima, quatre ans après la prise de pouvoir d'Alberto Fujimori. Elle y rencontre son futur mari en faisant du parapente. Elle est transférée trois ans plus tard à Bogota.
Revenue en Suisse en 2000 après l'obtention de son MBA, elle rejoint la section des finances de la Direction des ressources du DFAE. D'abord suppléante, elle en devient le chef en juillet 2006, puis chef de l'ensemble de la Direction des ressources en 2008, alors que le département est sous la responsabilité de la conseillère fédérale Micheline Calmy-Rey. Elle est la première femme à diriger un office au sein du DFAE. Elle y mène une réforme controversée en interne de la politique du personnel et de la politique salariale.
Elle est nommée en septembre 2015 ambassadrice de Suisse en Afrique du Sud  ,, puis en 2019 ambassadrice de Suisse en Thaïlande,.
En mai 2022, le Conseil fédéral la nomme à la tête du Secrétariat d'État à l'économie, avec entrée en fonction en août. Elle succède à Marie-Gabrielle Ineichen-Fleisch à ce poste. Sa nomination est une grosse surprise,, : la Neue Zürcher Zeitung relève qu'elle n'est « ni une diplomate commerciale confirmée, ni une représentante chevronnée du monde économique », tandis que le journal satirique Nebelspalter la décrit comme « une sorte de chef du personnel au DFAE et d'ambassadrice dans des pays sans importance pour le marché des exportations suisses ». Deux ans plus tard, son action est saluée, notamment à la suite des négociations couronnées de succès d'un accord de libre-échange avec l'Inde.